# 스칸디나비안 디펜스
스칸디나비아 디펜스(또는 센터 카운터 디펜스, 또는 센터 카운터 게임)는 다음 수로 특징지어지는 체스 오프닝이다:
1. e4 d5
이 오프닝은 체스 오프닝 백과사전에서 코드 B01로 분류된다. 시 Scachs d'amor에 묘사된 스칸디나비아 디펜스는 현대 체스에서 기록된 흑의 가장 오래된 오프닝이다. 1.e4 이후 흑이 사용할 수 있는 가장 직접적인 도전적인 수로 여겨지며, 이 방어의 일반적인 목표는 백이 폰으로 보드 중앙을 제어하는 것을 막고, 효과적으로 open game을 강제하며, 흑이 강한 폰 구조를 구축할 수 있도록 하는 것이다.

## 역사

### 기원
스칸디나비아 디펜스는 가장 오래된 기록된 오프닝 중 하나이며, 1475년경 발렌시아에서 프란세스크 데 카스텔비와 나르시스 비뇰레스 사이의 가상의 게임으로 처음 기록되었는데, 이는 현대 체스의 첫 기록된 게임일 수 있다. 또한 1497년 루세나의 책 "사랑의 반복과 150 게임으로 체스를 하는 기술"에도 등재되었다.

### 19세기 및 20세기 초
19세기 말 스칸디나비아 마스터들의 분석에 따르면 흑에게 playable하다는 것이 밝혀졌다. 루드비히 콜리인은 이 오프닝을 성공적으로 사용했다. 스칸디나비아 디펜스가 최고 수준의 선수들 사이에서 널리 인기를 얻지는 못했지만, 조셉 헨리 블랙번과 자크 미제스는 자주 이 오프닝을 사용했고, 19세기 말과 20세기 초에 그 이론을 크게 발전시켰다. 이 시대에는 지그베르트 타라쉬, 루돌프 슈필만, 사빌리 타르타코베르를 포함한 정상급 선수들이 가끔 선택했다. 알렉산드르 알레힌은 1914년 상트페테르부르크에서 세계 챔피언 에마누엘 라스커를 상대로 무승부를 기록했고, 미래의 세계 챔피언 호세 라울 카파블랑카는 1915년 뉴욕에서 이 오프닝으로 두 번 승리했다.

### 현대 시대
1950년대부터 꾸준히 이 오프닝을 사용한 선수는 유고슬라비아의 국제 마스터 (IM) 니콜라 카라클라지치였지만, 최고 선수들의 오랜 지지 부족 기간은 1960년대에 끝났는데, 이때 전 세계 챔피언십 결승 진출자 데이비드 브론스타인과 여자 세계 챔피언 노나 가프린다시빌리가 이따금 이 오프닝을 사용했다. 덴마크의 그랜드마스터 (GM) 벤트 라르센, 네 차례의 세계 챔피언십 후보였던 그는 1960년대부터 이따금 이 오프닝을 사용했으며, 1979년 몬트리올에서 세계 챔피언 아나톨리 카르포프를 이 오프닝으로 격파하여 인기를 높였다. 이 시기부터 "센터 카운터 디펜스"라는 인기 있는 이름이 "스칸디나비아 디펜스"로 바뀌기 시작했다. 덴마크의 GM 커트 한센 또한 이 오프닝의 전문가로 여겨진다. 호주의 GM 이안 로저스는 1980년대부터 이 오프닝을 자주 채택했다. 1995년, 스칸디나비아 디펜스는 뉴욕에서 열린 PCA 결승 14번째 게임에서 세계 체스 선수권 대회 경기에 처음 등장했다. 흑을 잡은 비스와나탄 아난드는 가리 카스파로프를 상대로 이 오프닝을 사용하여 훌륭한 위치를 얻었지만, 카스파로프가 게임에서 승리했다.
2014 체스 올림피아드 6라운드에서 트로ම්쇠에서 망누스 칼센은 파비아노 카루아나를 상대로 스칸디나비아 디펜스를 선택하여 승리했다. 칼센은 2016 체스 올림피아드에서 바쿠에서 카루아나와 비기는 데 다시 이 오프닝을 사용했다. 칼센은 2019년 콜카타 그랜드 체스 투어에서 비스와나탄 아난드를 상대로 블리츠 게임에서 이 오프닝을 사용하여 승리했다.

## 주요 라인: 2.exd5
백은 보통 2.exd5로 계속하며, 여기서 흑은 2...Qxd5와 2...Nf6 (모던 스칸디나비아) 두 가지 주요 이어나갈 수가 있다. 드문 갬빗인 2...c6 (블랙번-클루스터보어 갬빗)은 조셉 블랙번이 적어도 한 번 성공적으로 사용했지만, 3.dxc6 이후에는 불건전하다고 여겨져 마스터 레벨 게임에서는 거의 볼 수 없다.

### 미제스–코트르치 바리에이션: 2...Qxd5
2.exd5 이후의 주요 이어나갈 수는 d5 폰을 퀸으로 즉시 되잡는 것으로, 퀸을 일찍 전개하고 보드 위의 상당한 칸을 제어하여 종종 날카로운 게임으로 이어진다.

#### 3.Nc3
2...Qxd5 이후 가장 일반적으로 사용되는 수는 3.Nc3이다. 이 수는 퀸을 공격하여 템포를 얻기 때문이다. 3.Nc3 이후 흑은 3...Qa5, 3...Qd8, 3...Qd6의 세 가지 주요 선택지가 있다.

##### 주요 라인: 3...Qa5
이것은 "고전적인" 라인으로 간주되며, 현재 가장 인기 있는 옵션이다. 백은 여러 가지 세팅을 선택할 수 있다. 일반적인 라인은 4.d4 c6 (또는 4...e5) 5.Nf3 Nf6 6.Bc4 Bf5 (6...Bg4는 다른 옵션이다. 흑이 ...Bf5가 훌륭한 수임을 보여주었음에도 불구하고, 6...Bg4 7.h3 Bxf3 후에 비숍과 나이트를 교환하면 나이트가 제거되는데, 이 나이트가 제거되지 않으면 e5로 이동하여 훌륭한 전망을 가질 수 있다.) 7.Bd2 e6이다. 백은 공격적인 8.Qe2 또는 조용한 8.0-0과 같은 몇 가지 옵션이 있다. 흑의 폰 구조(e6와 c6에 폰)는 카로-칸 디펜스 구조와 유사하므로, 오프닝 레퍼토리를 확장하려는 많은 카로-칸 플레이어들이 이 형태의 스칸디나비아를 채택했다.
3...Qa5 이후의 또 다른 세팅은 4.g3 Nf6 5.Bg2 c6 6.Nf3 이후 0-0, Rb1, 그리고 b4–b5로 b7 폰을 공략하는 방식으로, 비숍을 h1–a8 대각선에 피앙케토하여 a2–g8 대각선에 두는 대신 b7 폰을 노리는 것이다. 4.g3 라인은 아난드, 바두르 조바바, 줄라 작스, 그리고 프란시스코 발레호 폰스 등에 의해 시도되었다.
3...Qa5에 대한 더 투기적인 접근법은 4.b4?!인데, 나이젤 데이비스는 이를 "고대 갬빗 라인"이라고 설명했다. 백으로 이 라인을 시도한 그랜드마스터로는 라스커, 카파블랑카, 그리고 폴 케레스가 있다. 흑이 올바르게 플레이한다면, 백은 희생된 폰에 대해 충분한 보상을 받지 못해야 하지만, over the board에서 이를 증명하기는 어려울 수 있다. 데이비스는 이 라인을 재건할 수 있는 방법으로 4.Nf3 Nf6 5.b4 Qxb4 6.a4!?로 갬빗을 지연시키는 것을 제안했으며, Bc1–a3의 아이디어를 제시했다.

##### 발렌시아 바리에이션: 3...Qd8
카스텔비-비뇰레스에 묘사된 3...Qd8로의 후퇴, 발렌시아 바리에이션,은 모든 스칸디나비아 라인 중 가장 오래된 것일 수 있다. 20세기 이전에는 종종 주요 라인으로 간주되었고, 하워드 스턴턴의 체스 플레이어 핸드북에서 "최고"로 특징지어졌지만, 점차 3...Qa5로 대체되었다. 1960년대에 3...Qd8은 1959년 브론스타인이 GM 안드리야 푸데러를 상대로 한 게임에서 이 수가 사용된 후 일종의 부활을 경험했지만, 브론스타인은 결국 게임에서 패배했다. 브론스타인의 게임은 4.d4 Nf6라는 오래된 라인을 특징으로 했고, 칼 로바치를 포함한 다른 그랜드마스터들은 4.d4 g6과 나중에 ...Ng8–h6로 피앙케토 시스템을 탐구했다.
그러나 이 라인의 명성은 보비 피셔가 로바치를 상대로 1962년 체스 올림피아드에서 (나중에 나의 60개의 기억할 만한 게임)과 윌리엄 애디슨을 상대로 1970년에 승리한 두 개의 잘 알려진 miniatures를 포함한 일련의 패배 이후에 훼손되었다. 4...g6을 포함한 변형은 "[피셔]의 압도적인 승리 이후로 내리막길을 걸어왔지만", 3...Qd8 변형 전체는 여전히 플레이 가능하며, 비록 지금은 다소 수동적이라고 여겨진다. 이 라인은 특히 IM 존 바르톨로뮤와 다니엘 로잉거, 그리고 GM 데이비드 가르시아 일룬다인과 니콜라 주키치가 플레이한다.

##### 구빈스키–멜츠 디펜스: 3...Qd6
구빈스키-멜츠 디펜스라고 불리는 이 수는 3.Nc3에 대항하는 또 다른 방법을 제공하며, 최근 몇 년간 인기가 높아지고 있다. 얼핏 보기에 이 수는 퀸을 나중에 Nb5 또는 Bf4에 노출시켜 의심스러워 보일 수 있으며, 오랫동안 이러한 이유로 좋지 않게 평가되었다. 그러나 수많은 그랜드마스터 게임은 3...Qd6가 상당히 플레이 가능함을 보여주었으며, 1990년대 중반 이후로 높은 수준의 체스에서 여러 번 플레이되었다. 이 라인에 대항하는 백 플레이어들은 d4, Nf3, g3, Bg2, 0-0, 그리고 미래의 Ne5로 강력하고 활동적인 위치를 갖는 효과적인 세팅을 발견했다. 이 변형은 2001년 마이클 멜츠의 책에서 철저히 다루어졌다.

##### 3...Qe5+
3...Qe5+?!, 팻저 바리에이션은 흑에게 좋지 않다고 여겨진다. 예를 들어 4.Be2 c6 5.Nf3 Qc7 6.d4 이후 백은 유리한 전개 우위를 갖는다.

##### 3...Qe6+
마찬가지로 드문 3...Qe6+?!도 열등하다고 여겨진다. 한 가지 아이디어는 자연스러운 끼어들기 4.Be2 이후 흑이 4...Qg6으로 g2 폰을 공격하는 것이다. 그러나 백은 일반적으로 5.Nf3 Qxg2 6.Rg1 Qh3 7.d4로 이 폰을 희생하여 엄청난 전개 우위를 얻는다. 1990년, 데이비드 레터먼은 가리 카스파로프와의 TV 대국에서 흑으로 이 라인을 플레이했고, 23수 만에 외통수를 당했다.

#### 3.d4
3.Nc3의 대안으로는 3.d4가 있으며, 이 수는 3...Nc6 (1.e4 Nc6 2.d4 d5 3.exd5 Qxd5) 이후 님조비치 디펜스의 변형으로 전이될 수 있고, 흑은 또한 3...e5를 플레이할 수도 있다. 3...Nc6 4.Nf3 Bg4 5.Be2 0-0-0 이후 흑은 미래의 c4 이후 백의 센터에 대해 더 나은 전개를 통해 보상받는다. 흑은 또한 3.d4에 3...e5로 응수할 수도 있다. 일반적인 4.dxe5 이후, 흑은 종종 폰 희생 4...Qxd1+ 5.Kxd1 Nc6를 플레이한다. 백이 폰을 방어하면 흑은 ...Bg4+와 ...0-0-0를 이어나간다. 예를 들어 6.Bb5 Bg4+ 7.f3 0-0-0+ 이후 흑은 폰에 대한 충분한 보상을 받는데, 이는 그가 더 잘 전개되었고 백의 킹이 중앙에 갇혀 있기 때문이다. 4...Qxe5는 퀸이 오프닝에서 두 번 움직였고 보드 중앙에 있어 백이 시간 이득으로 공격할 수 있기 때문에 (Nf3) 덜 인기 있다. 그러나 티비아코프와 같은 그랜드마스터들은 중앙에 있는 퀸을 공략하는 것이 그리 쉽지 않다는 것을 보여주었다.

#### 3.Nf3
2...Qxd5 이후의 또 다른 일반적인 응수는 비구속적인 3.Nf3이다. 3...Bg4 4.Be2 Nc6 이후 백은 5.d4로 주요 라인으로 전이할 수 있지만, 5.0-0과 같은 다른 옵션도 있다.

### 모던 바리에이션: 2...Nf6
스칸디나비아 디펜스의 또 다른 주요 분기는 2...Nf6이다. 이 아이디어는 d5 폰을 잡는 것을 한 수 더 미루어, 3.Nc3 이후 ...Qxd5 라인에서 흑이 겪는 시간 손실을 피하는 것이다. 이제 백은 여러 가지 가능성이 있다:
모던 바리에이션은 3.d4이다. GM 존 엠스는 이것을 2...Nf6 바리에이션의 주 라인이라고 부르며, "3.d4는 백에게 흔한 선택이다... 그리고 왜 그렇게 인기 있는지 쉽게 알 수 있다"고 말한다. 모던 바리에이션의 아이디어는 빠른 전개를 위해 폰을 되돌려주는 것이다. 3...Nxd5가 가장 분명한 응답이지만, 3...Qxd5도 가끔 보인다. 흑은 폰을 되찾지만, 백은 나이트를 공격하여 시간을 얻을 수 있다. 백은 보통 4.c4로 응수하며, 이때 나이트는 움직여야 한다.
가장 흔한 응답은 다음과 같다:
- 4...Nb6, 론 하만과 IM 숀 톨벗이 가장 활동적인 옵션으로 명명했다.[29]
- 4...Nf6, 엠스는 "다소 특이하지만, 확실히 가능하다"고 말한다.[30] 특이한 오프닝의 애호가였던 GM 사빌리 타르타코베르는 흑의 옵션에 대해 "가장 건전한 것은 4...Nf6"라고 말했다.[31] 이것은 때때로 마셜 리트리트 바리에이션이라고 불린다.
- 4...Nb4!?, 까다로운 키엘 바리에이션은 하만과 톨벗이 "투기적인 시도"라고 묘사했다.[32] 흑은 5.Qa4+ N8c6 6.d5? b5!로 좋은 게임을 기대하지만, 백은 5.a3 N4c6 6.d5 Ne5 7.Nf3 (또는 7.f4 Ng6 8.Bd3 e5 9.Qe2) 또는 5.Qa4+ N8c6 6.a3! 이후 큰 우위를 얻으므로, 키엘 바리에이션은 게임에서 효과적으로 플레이하기 어렵기 때문에 실제로 거의 볼 수 없다.[33]

백은 또한 4.Nf3 Bg4 5.c4로 전개를 계속할 수 있다. 이제 5...Nb6 6.c5!?는 날카로운 라인이다. 흑은 6...Nd5? 7.Qb3보다는 6...N6d7!로 응수해야 한다. 7...b6? 8.Ne5! 이후 티만–바칼리, 1974년 니스 올림피아드에서 흑이 기권했고, 7...Bxf3 8.Qxb7! Ne3 9.Qxf3 Nc2+ 10.Kd1 Nxa1 11.Qxa8도 백이 승리한다.
백은 또한 c2–c4를 지연하거나 완전히 생략하면서 전개를 계속할 수 있다.
3...Nxd5의 중요하고 최근 인기 있는 대안은 3...Bg4!?, 날카로운 포르투갈 바리에이션 또는 자둘 바리에이션이다. 이 라인에서 흑은 빠른 전개와 기물 활동을 위해 d-폰을 포기한다. 그 결과는 종종 아이슬란드 갬빗과 유사하다. 정상적인 이어나갈 수는 4.f3 Bf5 5.Bb5+ Nbd7 6.c4이다. 가끔 보이는 3...g6, 리히터 바리에이션은 1930년대 IM 쿠르트 리히터가 가끔 플레이했다.
또 다른 흔한 응답은 3.c4이며, 백은 이 수로 가벼운 칸 비숍의 비활동성을 대가로 추가 폰을 유지하려 한다. 이제 흑은 가장 흔한 수인 3...c6, 스칸디나비아 갬빗을 플레이할 수 있다. 4.dxc6? Nxc6 라인은 엠스가 "인색한 폰 잡기"라고 묘사했는데, 흑에게 너무 많은 중앙 통제와 전개를 제공한다. 더욱이, 4.dxc6 이후 흑은 4...e5, 로스 갬빗을 플레이할 수 있으며, 이는 5.cxb7 Bxb7 이후 뒤집힌 대니시 갬빗과 유사하다. 3...c6 이후 가장 흔한 수는 4.d4 cxd5로, 카로-칸 디펜스의 파노프-봇비니크 공격으로 전이된다. 3...e6!?는 날카로운 아이슬란드 갬빗 또는 팔메 갬빗으로, 아이슬란드 마스터들이 더 흔한 3...c6의 대안을 찾다가 고안했다. 흑은 빠른 전개를 위해 폰을 희생한다. 이 양날의 변형에서 가장 중요한 라인은 4.dxe6 Bxe6 5.Nf3으로 여겨진다.
세 번째 주요 대안은 3.Bb5+이다. 가장 인기 있는 응답은 3...Bd7이지만, 더 드문 3...Nbd7이 최근 더 많은 주목을 받고 있다. 3.Bb5+ Bd7 이후 백은 여러 가지 옵션이 있다. 가장 분명한 것은 4.Bxd7+이며, 백은 4...Qxd7 5.c4로 추가 폰을 유지하려 할 수 있다. 역사적인 주 라인은 4.Bc4인데, 이는 4...Bg4 5.f3 Bf5 6.Nc3 또는 4...b5 5.Bb3 a5 이후 매우 날카로운 플레이로 이어질 수 있다. 마지막으로, 4.Be2는 최근 더 인기를 얻고 있는데, 4...Nxd5 이후 d7의 잘못 놓인 비숍을 이용하려 한다.
백의 3.Nf3는 유연한 수로, 흑의 응답에 따라 ...Nxd5 또는 ...Qxd5 라인으로 전이될 수 있다.
백의 3.Nc3는 알레힌 디펜스의 라인으로 전이되며, 일반적으로 1.e4 Nf6 2.Nc3 d5 3.exd5 이후에 나타나며, 일반적으로 equal하다고 여겨진다. 3...Nxd5 4.Bc4 이후 가장 흔한 응답은 4...Nb6이지만, 4...Nxc3, 4...c6, 그리고 4...e6도 유효한 이어나갈 수이다.

## 2.exd5에 대한 대안
백이 스칸디나비아 디펜스의 주 라인을 피하는 몇 가지 방법이 있다. 한 가지 옵션은 e-폰과 d-폰의 교환을 미루거나 피하는 것이다. 이는 대부분 2.Nc3로 이루어지며, 2...d4 또는 2...dxe4 이후 던스트 오프닝으로 전이된다.
만약 대신 2.e5?!가 플레이된다면, 흑은 2...c5를 플레이하고 퀸의 비숍을 전개하며 ...e7–e6을 플레이하여 유리한 프렌치 디펜스 세팅에 도달할 수 있다. 왜냐하면 여기서 표준 프렌치와 달리 흑의 밝은 칸 비숍이 c8에 갇히지 않기 때문이다. 이 라인은 또한 카로-칸 변형 1.e4 c6 2.d4 d5 3.e5 c5!?와 비교될 수 있는데, 이 스칸디나비아 라인에서 흑은 두 수가 아닌 한 수로 ...c5를 플레이했으므로 편안한 위치를 갖는다. 그러나 이 라인은 종종 오픈 포지션에서 벗어나 막힌 중앙 포지션으로 이어지며, 이는 흑의 원래 의도와는 다를 수 있다.
백은 또한 e-폰을 갬빗할 수 있는데, 가장 자주 2.d4로 블랙마르-디메르 갬빗으로 전이된다. 2.Nf3?! (테니슨 갬빗)과 같은 다른 갬빗은 거의 보이지 않는다.
일반적으로, 이러한 사이드 라인들은 백에게 동등함 이상을 제공한다고 믿어지지 않으며, 대다수의 마스터들은 스칸디나비아를 만났을 때 2.exd5를 선택한다.
따라서 스칸디나비아 디펜스는 1.e4에 대한 흑의 가장 "강제적인" 방어라고 할 수 있으며, 백의 옵션을 비교적 적은 수로 제한한다. 이는 스칸디나비아 디펜스가 클럽 수준의 플레이어들 사이에서 상당히 인기를 얻는 데 기여했지만, 그랜드마스터 수준에서는 상대적으로 드물다.

## 같이 보기
- 체스 오프닝 목록
- 장소의 이름을 딴 체스 오프닝 목록

## 추가 자료
- Anderson, Selby (1997). 《The Center Counter Defense: The Portuguese Variation》. Pickard & Son. ISBN 1-886846-10-3.
- 바우어, 크리스티안 (2010). 《Play the Scandinavian》. Quality Chess. ISBN 978-1-906552-55-8.
- Houska, Jovanka (2009). 《Starting Out: The Scandinavian》. Everyman Chess. ISBN 978-1-85744-582-4.
- Kasparov, Sergey (2015). 《Understanding the Scandinavian》. Gambit. ISBN 978-1-910093-65-8.
- Konikowski, Jerzy (2019). 《Obrona skandynawska》. Wydawnictwo RM. ISBN 978-83-8151-171-1.
- 코트로니아스, 바실리오스 (2016). 《The Safest Scandinavian》. Chess Stars Publishing. ISBN 9786197188066.
- Lakdawala, Cyrus (2013). 《The Scandinavian: Move by Move》. Everyman Chess. ISBN 978-1-78194-009-9.
- Lakdawala, Cyrus (2017). 《First Steps: the Scandinavian》. Everyman Chess. ISBN 978-1-78194-454-7.
- Lowinger, Daniel (2013). 《The 3...Qd8 Scandinavian: Simple and Strong》. Russell Enterprises. ISBN 978-1-936490-76-9.
- Martin, Andrew (2004). 《The Essential Center-Counter》. Thinker's Press. ISBN 1-888710-22-5.
- Melts, Michael (2009). 《Scandinavian Defense: The Dynamic 3...Qd6 2nd Ed.》. Russell Enterprises. ISBN 978-1-888690-55-2.
- Melts, Michael (2002). 《Scandinavian Defense: The Dynamic 3...Qd6》. Russell Enterprises. ISBN 978-1-888690-11-8.
- Plaskett, James (2004). 《The Scandinavian Defense》. Batsford. ISBN 0-7134-8911-1.
- Smerdon, David (2015). 《Smerdon's Scandinavian》. Everyman Chess. ISBN 978-1-78194-294-9.
- Soszynski, Marek (2022). 《The Scandinavian Defence: Winning with 2...Nf6: A Chess Repertoire for Black》. MarekMedia. ISBN 979-82-01257-97-2.
- Soszynski, Marek (2022). 《The Scandinavian Defence: Winning with Qd6 and g6》. MarekMedia. ISBN 9798215268452.
- Soszynski, Marek (2023). 《The Scandinavian Defence: Winning with 2...Nf6: A Chess Repertoire for Black》 Revis판. MarekMedia. ISBN 9798215711675.
- Soszynski, Marek (2024). 《Double Trouble Scandinavian Style: Two Repertoires for Black》. Russell Enterprises. ISBN 9781949859812.
- Wahls, Matthias;  외. (2011). 《The Modern Scandinavian》. New in Chess. ISBN 978-9-056913-44-1.